# Tierra (álbum de L'Arc~en~Ciel)
Tierra es el segundo álbum de L'Arc~en~Ciel y el primero bajo la dirección de la discográfica Ki/oon Records (perteneciente a Sony Music Japan). Con él entraron directamente en el top 10 del Oricon Chart y vendieron 161.000 copias. 
Aunque el CD cuenta con 10 canciones sólo tuvo un sencillo, Blurry Eyes, el cual es opening del anime DNA². Además, se filmaron varios vídeos promocionales para el álbum con las canciones White Feathers (sólo emitido en un especial navideño por televisión), Kaze no yukue (que se grabó en Marruecos, siendo la primera vez que salían de Japón) y Nemuri ni yosete (con el que se editó un VHS del mismo nombre). 

## Lista de canciones
Todas las letras escritas por hyde.
| N.º   | Título                                 | Música | Duración |  |
| 1.    | «In The Air»                           | hyde   | 4:51     |  |
| 2.    | «All Dead»                             | hyde   | 4:17     |  |
| 3.    | «Blame»                                | tetsu  | 5:11     |  |
| 4.    | «Wind of Gold»                         | ken    | 4:29     |  |
| 5.    | «Blurry Eyes»                          | tetsu  | 4:20     |  |
| 6.    | «Inner Core»                           | sakura | 5:31     |  |
| 7.    | «Nemuri ni Yosete» (眠りによせて)      | ken    | 5:15     |  |
| 8.    | «Kaze no Yukue» (風の行方)             | ken    | 5:24     |  |
| 9.    | «Hitomi ni Utsuru Mono» (瞳に映るもの) | ken    | 4:47     |  |
| 10.   | «White Feathers»                       | ken    | 7:58     |  |
| 52:03 |                                        |        |          |  |

## Personal
- hyde — Vocales
- ken — Guitarra
- tetsu — Bajo
- sakura — Batería
- Haruo Togashi — Teclado
- Kuni Tanaka — Saxofón

## Vídeos promocionales
- L'Arc~en~Ciel - Blurry Eyes
- L'Arc~en~Ciel - Nemuri ni yosete
- L'Arc~en~Ciel - Kaze no yukue
- L'Arc~en~Ciel - White Feathers

- Datos: Q2702935